# (982) Franklina
Franklina (asteroide nº 982 según el MPC) es un asteroide perteneciente al cinturón de asteroides que orbita entre Marte y Júpiter. Su nombre es en honor a John Franklin Adams, un astrónomo aficionado británico.
Fue descubierto el 21 de marzo de 1922 por Harry Edwin Wood desde el Observatorio Union, en Johannesburgo, Sudáfrica.